# Хусити
Хусити (араб. الحوثيون) або Анса́р Алла́х (араб. أنصار الله) — воєнізоване угрупування шиїтів-зейдитів, яке діє на території Ємену.
Групу названо за іменем її засновника і колишнього керівника Хусейна аль-Хусі, якого вбила єменська армія у вересні 2004 року.

## Історія
Хусити сповідують зейдитський мазхаб. Зейдити живуть переважно на півночі Ємену, становлячи близько третини населення країни. В 2004 році самопроголошений імам Хусейн аль-Хуси підняв антиурядовий заколот, звинувативши владу Ємену в дискримінації зейдитського населення. Після смерті аль-Хуси керівництво угрупованням перейшло до його брата Абдель-Маліку аль-Хуси. В 2009 році за підтримки Саудівської Аравії урядові війська придушили заколот. У лютому 2010 року між хуситами і владою Ємену було підписано угоду про припинення вогню.
Уряд Ємену звинувачує хуситів у тому, що їх підтримує Іран. Хусити заявляють, що захищають шиїзм від впливу сунізму, який сповідує більшість населення країни. Крім цього, однією з вимог хуситів було надання більшої автономії північній провінції Саада, де живуть здебільшого шиїти. Противники хуситів вважають, що вони намагаються відродити зейдитський імамат, що був на території Північного Ємену до революції 1962.
Бойовим крилом руху вважають угруповання «Ансар Аллах». У листопаді 2014 року Рада Безпеки ООН наклала санкції на військових лідерів угруповання Абдель-Халіда аль-Хуси і Абдаллаха Яхью аль-Хакіма за «загрозу миру, стабільності країни, і перешкоду політичному процесу».
У 2011 році, після початку в країні протестів проти режиму президента Алі Абдаллаха Салеха, хусити розширили свій вплив на півночі Ємену. Вони почали збройну боротьбу не тільки проти урядових військ, а й проти таких угруповань, як рух «аль-Іслах», конфедерації племен хашидів, бойовиків «аль- Каїди» і пов'язаним з нею угрупованням «Ансар аш-Шаріа».

## Прихід до влади
У серпні 2014 року хусити почали проводити в ряді регіонів країни масові демонстрації, виступаючи проти оголошеного владою скорочення субсидій на нафтопродукти, через які різко зросли ціни на бензин. До середини вересня 2014 року хусити захопили кілька районів столиці країни Сані, зокрема ряд державних установ.
21 вересня 2014 року хусити і уряд Ємену за посередництва ООН підписали угоду, однією з умов якої стала відставка уряду Мухаммеда Басіндва. Через погрози з боку лідера хуситів Абдель-Маліка аль-Хуси, Ахмад Авад ібн Мубарак відмовився очолити уряд. 13 жовтня 2014 року прем'єр-міністром призначили Халіда Махфуза Бахаха, кандидатуру якого схвалили хусити.
У грудні 2014 року, попри підписану у вересні мирну угоду, хусити далі вели збройну боротьбу, захопивши більшу частину міст Архаб, Ходейда, будівлі державної нафтової компанії «Сафер петролеум» та державної газети «ас-Саура» у Сані.
19 січня 2015 року хусити напали на кортеж прем'єр-міністра Халіда Махфуза Бахаха і захопили будівлю державної телекомпанії в Сані. Після декількох годин битв було досягнуто згоди про припинення вогню, який порушили вже наступного дня. 20 січня 2015 хусити захопили будівлю спецслужб і резиденцію президента в Сані.
22 січня президент Абд Раббо Мансур Хаді подав прохання про відставку. Голова палати депутатів Ємену закликав провести екстрене засідання для розгляду цього клопотання президента країни Абд Раббо Мансура Хаді про відставку і голосування по ньому 24 січня, але засідання так і не зробили. урядовці Ємену також попросили президента країни про свою відставку.
1 лютого хусити поставили політичним партіям країни ультиматум: якщо через три дні не буде сформовано уряд, повстанці нав'яжуть своє волю.
5 лютого хусити прийняли нову «конституційну декларацію», і що більшість політичних сил в Ємені домовилися створити президентську раду, яка керуватиме країною рік. До її складу увійдуть п'ять осіб, очолить її колишній президент Південного Ємену Алі Насер Мухаммед. Домовлялися дев'ять партій та угруповань, серед яких Соціалістична партія, Південний сепаратистський рух «Хіракі». Приєднання до угоди розглядає сунітська партія «Аль-Іслах». Крім того, тривають консультації з колишнім президентом Ємену Абд Раббо Мансуром Хаді. За конституційною декларацією буде сформовано перехідну раду, що складатиметься з 551 учасника з усіх провінцій Ємену, яка і обере склад президентської ради. Крім цього, хусити заявили про розпуск палати представників країни і формуванні уряду технократів. Тимчасовим урядом було оголошено Революційний комітет на чолі з Мухаммедом Алі аль-Хуті.

## Військова і фінансова допомога
У січні 2024 року південнокорейське інформаційне агентство Yonhap повідомило, що Північна Корея, очевидно, постачала зброю хуситам через Іран, ґрунтуючись на написах на хангилі, виявлених на ракетах, запущених у бік Ізраїлю.
У липні 2024 The Wall Street Journal повідомив, що офіційні особи США побачили все більше ознак того, що Росія розглядає можливість озброїти хуситів передовими протикорабельними ракетами через іранські контрабандні маршрути у відповідь на підтримку США України під час російського вторгнення. Однак це не було реалізовано через протидію США та Саудівської Аравії.

## Протистояння вторгненню
26 березня 2015 року опівночі саудівський король Салман бен Абдель-Азіз віддав наказ почати кампанію проти хуситів. Такі країни, як Об'єднані Арабські Емірати, Кувейт, Бахрейн, Катар і Йорданія і Єгипет висловили готовність також виділити на операцію проти хуситів сухопутні контингенти військ.
У січні 2021 року Сполучені Штати визнали хуситів терористичною організацією, через що стали побоюватися нестачі допомоги в Ємені, але цю позицію змінили через місяць після того, як Джо Байден став президентом.
10 червня 2021 року прихильники Ансар Аллаху ударили ракетами по місту Маріб, кілька снарядів влучили в житлові квартали, загинуло щонайменше 8 жителів, поранили 27.
17 січня 2022 року Хусити за допомогою безпілотників атакували Абу-Дабі (ОАЕ), загинули троє цивільних людей, ще шість осіб отримали поранення. Об'єктами нападу були три бензовози.
19 жовтня 2023 року, у розпал війни між Ізраїлем і ХАМАС, хусити, що раніше захопили владу вступили у війну на боці ХАМАС. Вони застосували проти Ізраїлю ракети і безпілотні літальні апарати, але їх або перехопила Армія оборони Ізраїлю (ЦАХАЛ) над Червоним морем системою протиракетної оборони «Ерроу», або вони не досягли своєї мети або їх перехопили ВМС США або ВПС Ізраїлю.
12 січня 2024 року по хуситах ударили американські та британські ВПС.

## Хусити та Україна
14 листопада 2024 року видання Financial Times повідомило, що Росія могла завербували на війну проти України сотні хуситів, обіцявши їм високооплачувану роботу і навіть російське громадянство.

## ЗМІ
Хусити мають свій телеканал Ель-Масира [Архівовано 12 березня 2022 у Wayback Machine.]. Мовлення здійснюється з супутника Нілсат (Nilesat): Частота 11353 SR — 27500 — FEC 5/6.